# Glycosmis elongata
Glycosmis elongata là một loài thực vật có hoa trong họ Cửu lý hương. Loài này được (Blume) Bakh.f. mô tả khoa học đầu tiên năm 1948.